# Кедровка (Алтайский край)
Кедровка — село в Ельцовском районе Алтайского края России. Входит в состав Верх-Ненинского сельсовета.

## История
Кедровка была основана в 1904 году. По состоянию на 1911 год деревня Кедровка входила в состав Верхотомской волости Кузнецкого уезда и включала в себя 104 двора. Население на тот период составляло 614 человек.

В 1928 году в деревне имелось 79 хозяйств, проживало 396 человек. В административном отношении Кедровка входила в состав Усть-Таловского сельсовета Солтонского района Бийского округа Сибирского края.

## География
Село находится в восточной части Алтайского края, на правом берегу реки Кедровка, на расстоянии примерно 32 километров (по прямой) к юго-востоку от села Ельцовка, административного центра района. Абсолютная высота — 309 метров над уровнем моря.

Климат умеренный, континентальный. Средняя температура января составляет −17 °C, июля — +18,4 °C. Годовое количество осадков составляет 496 мм.

## Население
| 1997 | 1998 | 1999 | 2000 | 2001 | 2002 | 2003 |
| ---- | ---- | ---- | ---- | ---- | ---- | ---- |
| 54   | ↗55  | ↘49  | ↘48  | ↘43  | ↘35  | ↗36  |
| 2004 | 2005 | 2006 | 2007 | 2008 | 2009 | 2010 |
| ↘24  | ↘21  | ↗22  | ↘18  | ↗24  | ↘17  | ↗25  |
| 2011 | 2012 | 2013 |      |      |      |      |
| ↗26  | →26  | →26  |      |      |      |      |

Согласно результатам переписи 2002 года, в национальной структуре населения русские составляли 94 %.

## Улицы
Уличная сеть села состоит из одной улицы (ул. Таёжная).

## Транспорт
Село доступно автомобильным транспортом.
Проходит автодорога межмуниципального значения «Пуштулим — Верх-Неня — Кедровка» (идентификационный номер 01 ОП МЗ 01Н-1002).